# Kaňkovy hory
Kaňkovy hory jsou národní přírodní památka u Třemošnice ve východních Čechách s rozlohou 224 hektarů. Chráněné území zahrnuje velkou část stejnojmenného hřebene Železných hor včetně jeho nejvyššího bodu o nadmořské výšce 560,0 metrů V nynější podobě byla národní přírodní památka vyhlášena roku 2016 (předtím již roku 1955), vznikla rozdělením národní přírodní rezervace Lichnice – Kaňkovy hory (jako druhá část vznikla národní přírodní rezervace Lichnice). Území je součástí rozlehlejší evropsky významné lokality Natura 2000 Lichnice – Kaňkovy hory. Roku 1991 bylo území nynější NPR zahrnuto do tehdy vyhlášené chráněné krajinné oblasti Železné hory.
Předmětem ochrany jsou lesní ekosystémy bučin, suťových lesů, mokřadních olšin a lužních lesů, biotop společenstva hnízdících lesních druhů ptáků, zejména holuba doupňáka (Columba oenas) a lejska malého (Ficedula parva), včetně populací těchto ptáků.

## Galerie

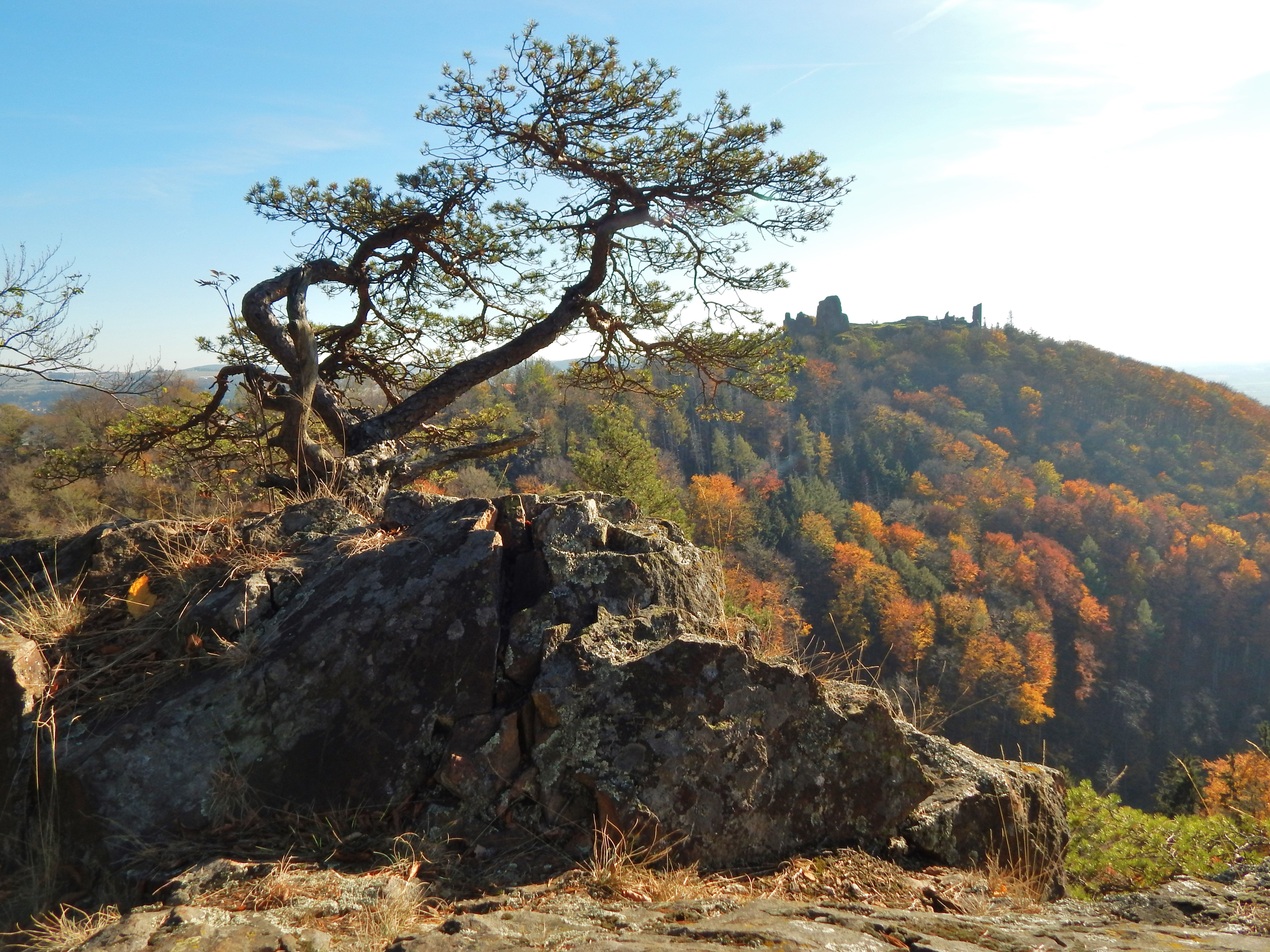
Pohled na zříceninu hradu Lichnice
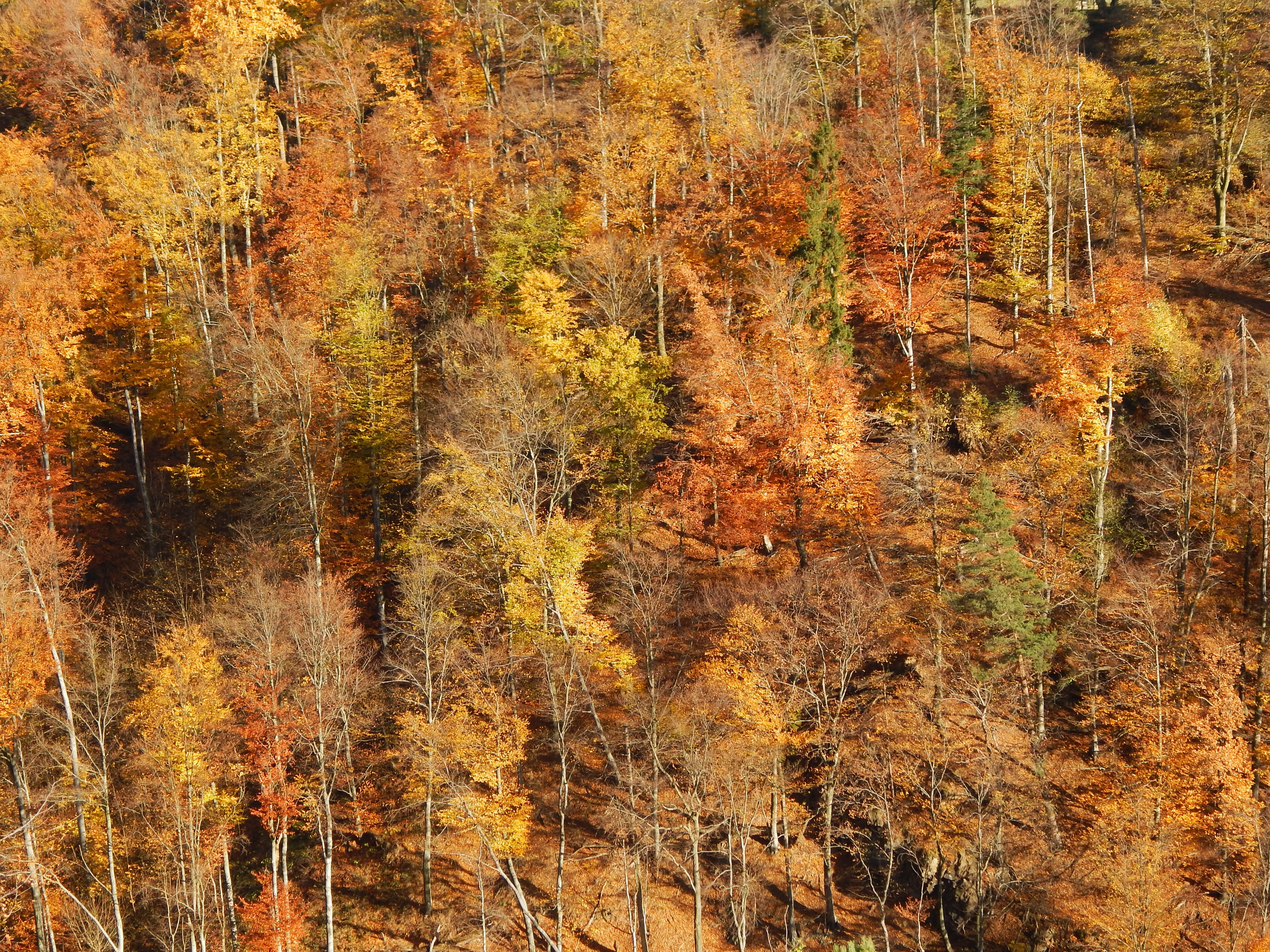
Lesní porost je v rezervaci bezzásahový
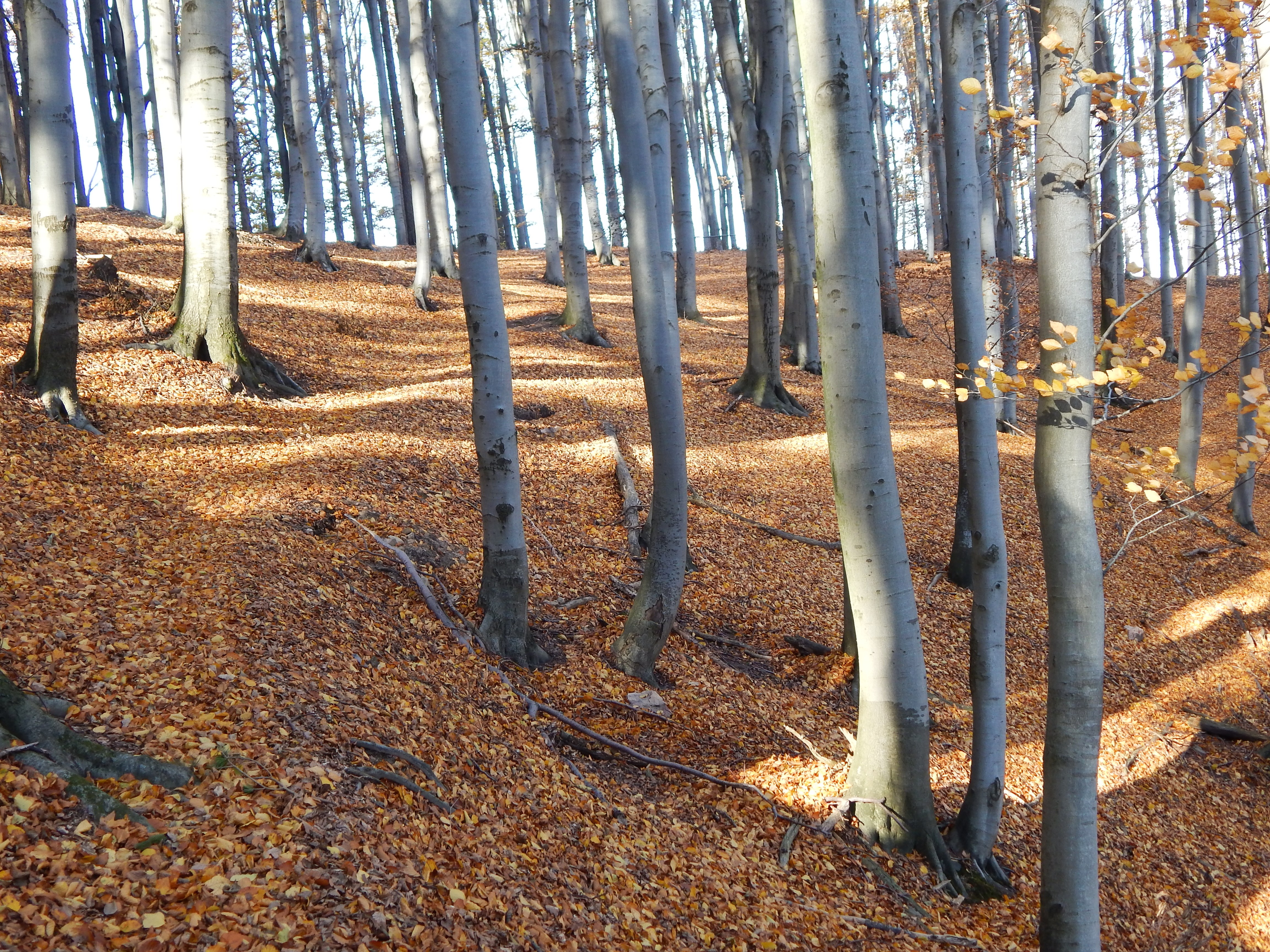
Převažují buky